# 四氰合金(III)酸钾
四氰合金(III)酸钾是一种配位化合物，化学式为K[Au(CN)4]。它可由氰化钾和氯金酸钾在水中反应得到，除水后加入乙腈可将其提取。它和硝酸银在水中或和三氟甲磺酸四乙腈合铜(I)在乙腈中反应，可以得到Ag[Au(CN)4]或Cu[Au(CN)4]。